# Helmut Heißenbüttel
Helmut Heißenbüttel (21. června 1921 Wilhelmshaven – 19. září 1996) byl německý literární teoretik a spisovatel.

## Dílo
- Seznam děl v Souborném katalogu ČR, jejichž autorem nebo tématem je Helmut Heißenbüttel

Ve svém díle se zabýval tzv. konkrétní poezií, dále napsal několik knih z oblasti literární teorie.
- Předpoklady